# Măguri-Răcătău
Măguri-Răcătău – wieś w Rumunii, w okręgu Kluż, w gminie Măguri-Răcătău. W 2011 roku liczyła 803 mieszkańców.